# Trigonometopsis binotata
Trigonometopsis binotata är en tvåvingeart som först beskrevs av Thomson 1869.  Trigonometopsis binotata ingår i släktet Trigonometopsis och familjen lövflugor. Inga underarter finns listade i Catalogue of Life.